# Palácios e parques de Potsdam e Berlim
Este sítio Património Mundial engloba 500 ha de parques e 150 edifícios construídos entre 1730 e 1916 em Potsdam e Berlim.

## Património englobado
Em Potsdam:
- Parque Real de Sanssousci
  - Schloss Charlottenhof
  - Novo Palácio de Potsdam
  - Orangerieschloss
  - Sanssouci
  - Lindenallee
  - Antiga Escola de Jardinagem e a Kaiserbahnhof
  - Palácio e Parque de Lindstedt
  - Vila de Bornstedt, Igreja, Cemitério e paisagem a norte do parque
  - O Seekoppel (paisagem a oeste do Monte das Ruínas)
  - Voltaireweg
- Jardim Novo (Neue Garten)
  - Alexandrovka
  - O Pfingstberg
- Palácio de Mármore e Castelo de Cecilienhof
- Schloss Babelsberg e seu parque
  - Observatório de Babelsberg

Em Berlin-Zehlendorf:
- Schloss Glienicke e seu parque
  - Lago Glienicke
  - Volkspark
  - Nikolskoe
- Ilha dos Pavões (Pfaueninsel)
- Monte Böttcher (Böttcherberg)
- Jagdschloss Glienicke (Pavilhão de Caça de Glienicke)
- Igreja do Salvador (Heilandskirche)
- Palácio e Parque da Vila de Sacrow
  - Floresta Real